# Ligeia Mare
Ligeia Mare je moře (či jezero) na Saturnově měsíci Titanu nacházející se na severní polokouli. Je to druhé největší těleso tvořené kapalinou na povrchu Titanu, hned po Kraken Mare. Rozlohou je větší než Hořejší jezero na Zemi a většinově se skládá z tekutého metanu s malou příměsí dusíku, etanu a dalších organických sloučenin. Nachází se na souřadnicích 78° N, -249° W a bylo plně zmapováno sondou Cassini. Je 420 km dlouhé, 350 km široké, zabírá plochu zhruba 126 tisíc kilometrů čtverečních a jeho pobřeží je dlouhé přes 2 tisíce kilometrů. Moře může být hydrologicky spojené s větším Kraken Mare. Jeho jméno je  Ligeia podle jedné ze sirén z řecké mytologie.

## Popis

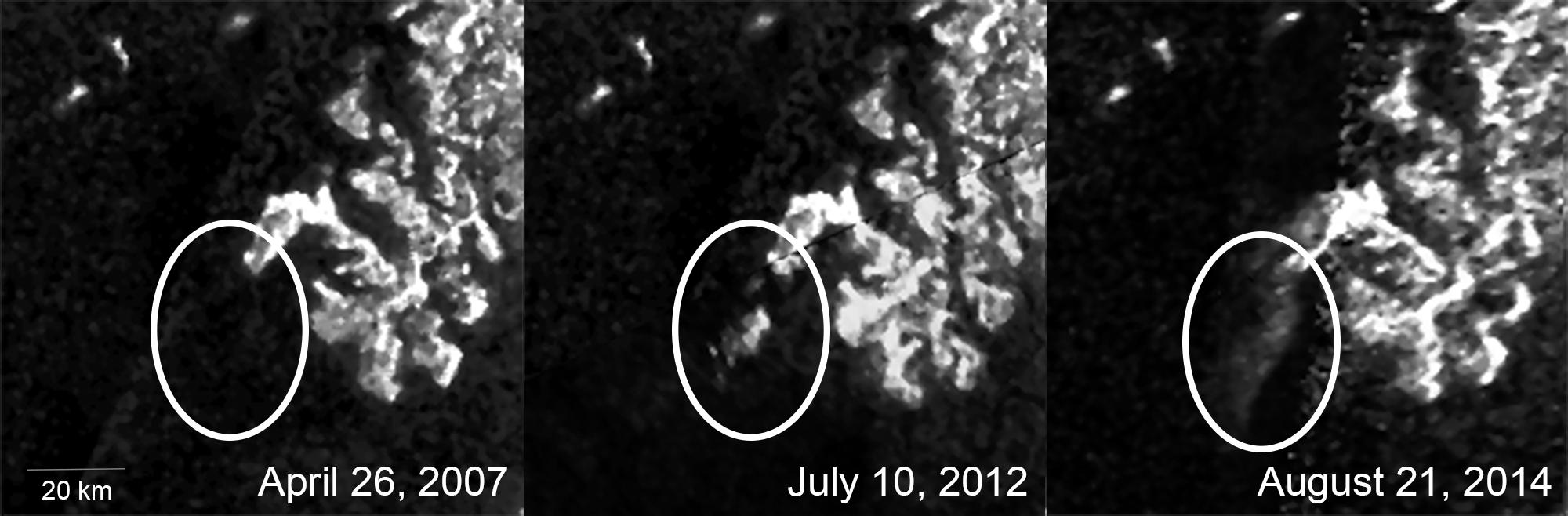
Změny v pobřežní linii Ligeia Mare v letech 2007 až 2014

Ligeia Mare má dva převládající typy pobřeží, „členité“ a „zatopené“. První je charakterizováno kopcovitým erodovaným terénem, druhé nižší, hladší topografií a přítomností četnějších a delších zálivů. Na východní a jižní straně moře převládá členitý terén; zatopený terén na západě a na severu. Pobřeží má četné zátoky, které se zdají být zaplavenými říčními ústími, a na rozdíl od Ontario Lacus zde neexistují žádné viditelné říční nánosy v deltě, což by mohl být možný důkaz nedávného zvýšení hladiny moře. V severovýchodních a severozápadních částech moře, podél přibližně čtvrtiny celkové délky pobřeží, existují rozsáhlé plochy, kde je hloubka menší než 5 metrů, dostatečně mělká, aby zobrazovací radar pronikl až ke dnu. Radarová měření sondy Cassini z roku 2013 naznačují, že v části jezera je hloubka 170 metrů, což znamená, že kapalina zde musí být velmi čistý metan, protože radarový signál byl schopen projít přímo skrz něj. Povrch jezera se na radaru jeví jako velmi hladký; je plochý do několika milimetrů, což naznačuje velmi lehký povrchový vítr.

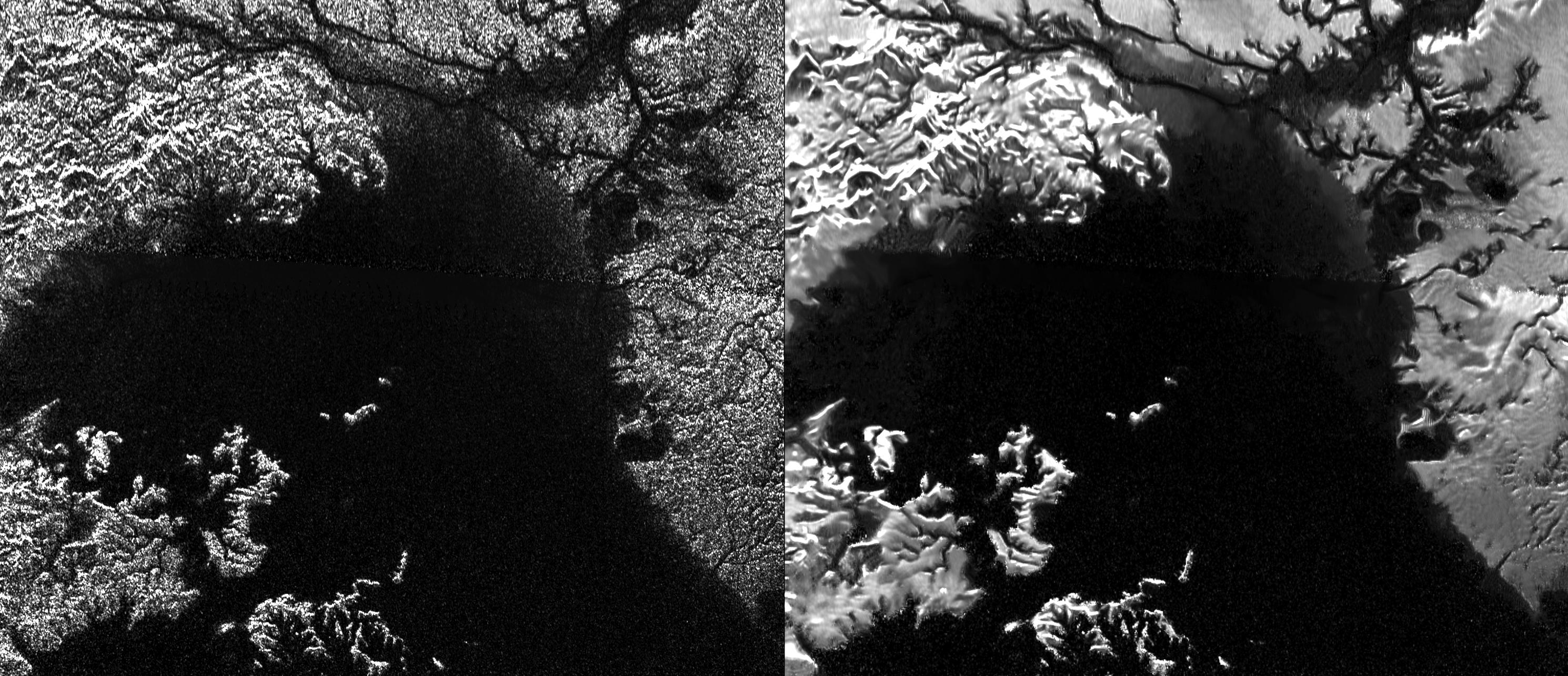
Vlevo obrázek pořízený radarem se syntetickou aperturou a vpravo ten samý, po vyčištění.

Průměrná hloubka je zhruba 50 metrů, maximální hloubka pravděpodobně necelých 200 metrů. Celkový objem činí odhadem méně jak 7 tisíc kilometrů krychlových.

## Hydrologie
Důvody, proč je Ligeia Mare složeno z téměř čistého metanu, stále nejsou zcela jasné. Předpokládá se totiž, že primární složkou moří na Titanu by měl být etan, protože je produkován v horní atmosféře následující reakcí:
2 CH4 → H2 + C2H6
Jeho absence v moři je otázkou, která čeká na zodpovězení. Jedna teorie předpokládá, že migruje do podmořské kůry nebo se možná přesouvá do Kraken Mare, jehož složení dosud nebylo detailně studováno. Podle jiné teorie by byl etan jakýmsi ekvivalentem pozemské sladké vody (srážky na Titanu jsou především metanové).
Kromě etanu produkuje atmosféra Titanu také širokou škálu složitějších fotochemických produktů, jako jsou nitril a benzen. Předpokládá se, že se vysráží a následně stečou do moří. Radarová data naznačují, že mořské dno Ligeia Mare je pravděpodobně pokryto silnou vrstvou těchto organických sloučenin.
Údaje o teplotě z pobřeží Ligeia Mare naznačují, že je porézní a vysoce nasycené uhlovodíky. Pobřežní oblasti Ligeia Mare a dalších severních polárních jezer a moří byly stabilní po dobu pozorování sondou Cassini, na rozdíl od jižního polárního moře Ontaria Lacus, kde docházelo k významným výkyvům. Byly však pozorovány i přechodné jevy, například vznik "kouzelného ostrova" o rozloze 260 čtverčních kilometrů, jak ho nazvali vědci studující data z Cassini. Tento "ostrov" byl pozorován pouze v roce 2014 a mohlo se jednat o vlny, bubliny nebo podpovrchový led stoupající na povrch, když se jezero během jara zahřívá, nebo možná o bahnu podobný materiál, který se uvolnil v zahřívajícím se tekutém uhlovodíkovém moři.

## Navrhované mise
Titan Mare Explorer (TiME) byl navrhovaný modul, který měl v roce 2009 přistát na hladině moře nebo jezera Titanu a plout po něm. Vítěz designerské soutěže byl vybrán až v roce 2011, nicméně se na financování celé mise nenašlo dost peněz.
Titan Lake In-situ Sampling Propelled Explorer (TALISE) byla koncepční návrhová studie pro misi španělského přistávacího modulu, který měl přistát na hladině Ligeia Mare a pohybovat se po něm.
V roce 2015 udělil NASA Institute for Advanced Concepts (NIAC) grant studii designu ponorky na průzkum moří a jezer Titanu.

## Galerie
|  |  |  |  |